# خلل التوتر
خلل التوتر أو ديستونيا (بالإنجليزية: Dystonia) الإتيان بحركات التواء بين الجذع والأطراف تشبه الرقص والسبب الرئيسي هنا هو نقص إمداد الطفل بالأكسجين فيما حول الولادة «أثناء أو بعد الولادة مباشرة». مرض ويلسون الشهير بعدم القدرة على تخلص الجسم من النحاس يكون من ضمن أعراضه الديستونيا الراقصة وممكن أن تشمل الأعراض كل عضلات الجسم، مما يؤثر على الكلام والبلع وأحيانًا تصيب طرفًا واحدًا كأن يمد المريض القدم ويمشي على قمم أطراف الأصابع. وتتحسن الأعراض عند النوم لكنها تشتد أثناء النهار، والمشكلة تكمن في تلفيات مخية في مناطق التلامس thalamus و Basal ganglia والمخيخ وأحيانًا يتم الخلط بين الديستونيا والهستيريا.
خلل التوتر العضلي هو اضطراب حركي عصبي يؤدي إلى حدوث انقباضات مستمرة في العضلات مما يتسبب في الإصابة بعدة تقلصات أو التواءات متكررة أو تكرار حركات لاإرادية بشكل غير طبيعي أو اتخاذ الجسم أو عضو منه أوضاعًا شاذة. قد يكون هذا الاضطراب وراثيًا أو قد ينشأ بسبب عوامل أخرى مثل الإصابات المرتبطة بالولادة أو غيرها من الصدمات الجسدية الأخرى أو العدوى أو التسمم (على سبيل المثال، التسمم بالرصاص) أو قد ينشأ كرد فعل لعدد من العقاقير الصيدلانية، ولا سيما العقاقير المضادة للذهان. هذا، ويصعب علاج خلل التوتر العضلي، ولكن تم استخدام عدد من العقاقير والأساليب العلاجية بهدف التقليل من أعراض التقلصات التي تصيب العضلات إثر الإصابة بهذا الاضطراب؛ حيث إنه لم يتم التوصل حتى الآن إلى علاج له.

## تصنيف خلل التوتر العضلي

### أنواع خلل التوتر العضلي
- توتر عضلي شامل يصيب عضلات الجسم كلها.
- توتر عضلي بؤري يصيب عضلات جزء محدد من الجسم.
- توتر عضلي جزئي (قطاعي) يصيب عضلات أجزاء مجاورة لبعضها من الجسم.
- التوتر العضلي المعتدل.
- التوتر العضلي الحاد.

### خلل التوتر العضلي الشامل
- تتم ولادة الطفل بشكل طبيعي ويمر بمراحل نمو الأطفال المختلفة بشكل طبيعي.
- ينتقل عن طريق جين سائد موجود على كروموسوم جسدي.
- تكون بدايته في مرحلة الطفولة والكبر والصغر
- يبدأ في الأطراف السفلية ثم ينتشر لتشمل الإصابة الأطراف العليا من الجسم.
- يُعرف هذا أيضًا باسم «خلل التوتر العضلي المسبب لالتواء العضلات مجهول السبب» (وهو المصطلح الذي كان يُطلق عليه قديمًا اسم «خلل التوتر العضلي المشوه»).

### خلل التوتر العضلي البؤري
نورد فيما يلي أنواع خلل التوتر العضلي الأكثر شيوعًا والتي يتم تصنيفها على النحو التالي:
| الاسم                                                                                             | موضع الخلل                                    | الوصف |
| ------------------------------------------------------------------------------------------------- | --------------------------------------------- | --- |
| تشنج الشرج (عضلات قاع الحوض)                                                                      | عضلات المستقيم                                | يسبب المعاناة من التبرز المؤلم والإمساك؛ وقد يكون الأمر معقدًا في حالة سلس البراز (التبرز اللاإرادي). |
| توتر عضلات الرقبة (الصعر التشنجي؛ وهو الشد العصبي لعضلات العنق)                                   | عضلات الرقبة                                  | يؤدي إلى حدوث دوران لاإرادي للرأس نحو جهة واحدة أو انجذابها في اتجاه الصدر أو الظهر أو معاناة المريض من مجموعة مركبة من أكثر من وضع من هذه الأوضاع التشنجية. |
| تشنج الجفون                                                                                       | العضلات التي توجد حول العينين                 | يعاني المريض من أن عينيه تَطرف بسرعة كبيرة وقد لا يستطيع السيطرة على عملية إغلاقهما التي تتم رغمًا عنه مما ينجم عنه إصابته بعمى فعلي. |
| نوبة شخوص البصر                                                                                   | عضلات العين والرأس                            | يتمثل ذلك (عادةً) في انحراف العينين الشديد باستمرار لأعلى مع تقاربهما في كثير من الأحيان مما يسبب ازدواج الرؤية. ويرتبط ذلك كثيرًا بالانحناء إلى الخلف والتواء الرقبة إلى الجانب وفتح الفم على آخره أو إطباق الفكين والكز على الأسنان. وفي كثير من الأحيان، يرجع سبب حدوث ذلك إلى تأثير تناول مضادات القيء مثل مضادات الذهان (على سبيل المثال، بروكلوربيرازين) أو ميتوكلوبراميد. |
| التوتر العضلي بالمفصل الفكي الصدغي                                                                | عضلات الفك وعضلات اللسان                      | يؤدي إلى حدوث تشوهات في الفم واللسان. |
| بحة الصوت التشنجية/توتر عضلات الحنجرة                                                             | عضلات الحنجرة                                 | ينتج عن ذلك أن يبدو صوت الفرد المصاب وكأنه به بحة أو خشونة أو يكون خفيضًا حتى يصبح كالهمس. |
| التوتر العضلي البؤري الذي يصيب عضلات اليد والساعد (المعروف أيضًا باسم تقلص يد الكاتب أو الموسيقي). | يصيب عضلة واحدة أو مجموعة صغيرة من عضلات اليد | يحدث نتيجة لممارسة عدد من الأنشطة التي تعتمد على اليد لفترات طويلة، مثل الكتابة أو العزف على إحدى الآلات الموسيقية، مما يسبب إصابة عضلات اليد بتقلصات لاإرادية. وفي بعض الأحيان، ترتبط هذه الحالة بأداء مهام محددة؛ مما يعني أن ظهور الحالة يرتبط - بشكل عام - بممارسة أنشطة معينة فقط تسبب إجهادًا شديدًا لعضلات اليد. يعد خلل التوتر العضلي البؤري الذي يصيب عضلات اليد اضطرابًا عصبيًا في الأصل، ولا ينشأ بسبب الإجهاد العادي. إن عدم القدرة على التحكم في العضلات الدقيقة واستمرار الحركة اللاإرادية ينتج عنه الشعور بتقلصات وتشنجات مؤلمة في العضلات واتخاذ الجسم لأوضاع غريبة؛ مما يجعل محاولة الاستخدام أو التحريك المستمرين لأعضاء الجسم المصابة بهذا التوتر العضلي أمرًا مستحيلاً. |

عندما يعاني الفرد في آنٍ واحد من تشنج جفون العين (الارتعاش اللاإرادي لجفون العين) ومن التوتر العضلي بالمفصل الفكي الصدغي، فإن هذا يُعرف باسم خلل توتر الجمجمة أو متلازمة ميج.

### خلل التوتر العضلي الجزئي
يصيب خلل التوتر العضلي الجزئي جزأين من الجسم مجاورين لبعضهما كما سيرد فيما يلي:
- خلل التوتر العضلي النصفي يصيب عضلات الذراع والساق في الجانب نفسه من الجسم.
- خلل التوتر العضلي متعدد البؤر الذي يصيب أجزاء مختلفة من الجسم.
- خلل التوتر العضلي الشامل الذي يصيب معظم عضلات الجسم، وغالبًا ما يكون في الساقين والظهر.

### خلل التوتر العضلي الوراثي/ الأولي
| الاسم                              | قاعدة البيانات العالمية للأمراض الوراثية (OMIM) | الجين                                                                            | الموقع         | الاسم البديل                                                                                 |
| ---------------------------------- | ----------------------------------------------- | -------------------------------------------------------------------------------- | -------------- | -------------------------------------------------------------------------------------------- |
| خلل التوتر العضلي DYT1 (أو EOTD)   | 128100                                          | جين DYT1                                                                         | 9q34           | خلل التوتر العضلي المسبب للالتواء الذي يبدأ في سن الطفولة                                    |
| خلل التوتر العضلي DYT2             | 224500                                          | غير معروف                                                                        | غير معروف      | خلل التوتر العضلي الجسدي المسبب للالتواء الذي ينتج عن وجود جين متنحي موجود على كروموسوم جسدي |
| خلل التوتر العضلي DYT3             | 314250                                          | جين TAF1                                                                         | Xq13           | خلل التوتر العضلي المسبب للالتواء المرتبط بالجنس (بالكروموسوم إكس)                           |
| خلل التوتر العضلي DYT4             | 128101                                          | غير معروف                                                                        | غير معروف      | خلل التوتر العضلي المسبب للالتواء الذي ينتج عن وجود جين سائد موجود على كروموسوم جسدي         |
| خلل التوتر العضلي DYT5 (أو DRD)    | 128230                                          | جين GCH1                                                                         | 14q22.1-q22.2  | خلل التوتر العضلي المستجيب للدوبامين                                                         |
| خلل التوتر العضلي DYT6             | 602629                                          | جين THAP1                                                                        | 8p11.21        |                                                                                              |
| خلل التوتر العضلي DYT7             | 602124                                          | غير معروف                                                                        | 18p            | خلل توتر عضلات الرقبة الأولي                                                                 |
| خلل التوتر العضلي DYT8 (أو PNKD1)  | 118800                                          | جين MR1                                                                          | 2q35           | النوع الأول من خلل الحركة الانتيابي غير الناشئ عن الحركة (؟؟؟؟)                              |
| خلل التوتر العضلي DYT9             | 601042                                          | ربما يكون جين KCNA3 هو المتسبب في الإصابة بالمرض                                 | 1p             | كنع رقصي عرضي (حركات عضلية تلقائية شاذة) / تشنج العضلات (التيبس العضلي)                      |
| خلل التوتر العضلي DYT10 (أو EKD1)  | 128200                                          | غير معروف                                                                        | 16p11.2-q12.1  | النوع الأول من خلل الحركة العرضي الناشئ عن الحركة                                            |
| خلل التوتر العضلي DYT11            | 159900                                          | جين SGCE                                                                         | 7q21           | توتر العضلات الناتج عن الارتجافات العضلية                                                    |
| خلل التوتر العضلي DYT12            | 128235                                          | جين ATP1A3                                                                       | 19q12-q13.2    |                                                                                              |
| خلل التوتر العضلي DYT13            | 607671                                          | غير معروف بالتحديد، وتقريبًا قد يكون جين D1S2667 هو المسئول عن الإصابة بهذا المرض | 1p36.32-p36.13 |                                                                                              |
| خلل التوتر العضلي DYT14            | انظر (خلل التوتر العضلي DYT5)                   |                                                                                  |                |                                                                                              |
| خلل التوتر العضلي DYT15            | 607488                                          | غير معروف                                                                        | 18p11          | توتر العضلات الناتج عن الارتجافات العضلية                                                    |
| خلل التوتر العضلي DYT16            | 612067                                          | جين PRKRA                                                                        | 2q31.3         |                                                                                              |
| خلل التوتر العضلي DYT17            | 612406                                          | غير معروف، وقد يكون جين D20S107 هو المسئول عن الإصابة بهذا المرض                 | 20p11.2-q13.12 |                                                                                              |
| خلل التوتر العضلي DYT18            | 612126                                          | جين SLC2A1                                                                       | 1p35-p31.3     |                                                                                              |
| خلل التوتر العضلي DYT19 (أو EKD2)  | 611031                                          | غير معروف                                                                        | 16q13-q22.1    | النوع الثاني من خلل الحركة العرضي الناشئ عن الحركة                                           |
| خلل التوتر العضلي DYT20 (أو PNKD2) | 611147                                          | غير معروف                                                                        | 2q31           | النوع الثاني من خلل الحركة الانتيابي غير الناشئ عن الحركة                                    |

هناك مجموعة من التقلصات الفجائية والحركات التشنجية اللاإرادية التي تصيب العضلات يُطلق عليها خلل التوتر العضلي الرمعي أو توتر العضلات الناتج عن الارتجافات العضلية؛ حيث تكون بعض هذه الحالات وراثية، كما أنها ترتبط مع طفرة مغلطة في مستقبل الدوبامين-D2. وجدير بالذكر أن عددًا من هذه الحالات قد استجاب بشكل ملحوظ للكحول.

## علامات وأعراض التوتر العضلي
تختلف أعراض خلل التوتر العضلي وفقًا لنوع التوتر العضلي الذي يعاني منه الفرد. ففي معظم الحالات، تؤدي الإصابة بخلل التوتر العضلي إلى اتخاذ جسم الفرد المصاب به أو جزء منه وضعيات شاذة وغير طبيعية، ويبدو ذلك خاصةً عند الحركة. هذا، وتجدر الإشارة إلى أن الكثير من المصابين بخلل التوتر العضلي يعانون من الألم المستمر، إلى جانب تعرضهم لنوبات من التشنجات والتقلصات العضلية الحادة الناجمة عن حركة العضلات اللاإرادية. ومن المحتمل أن تظهر أعراض أخرى تتعلق بحركة الجسم، ومنها إطباق الشفتين ثم فتحهما بسرعة.
ومن بين الأعراض التي تظهر مبكرًا عند الإصابة بخلل التوتر العضلي انعدام التوافق والتناسق في حركة العضلات الدقيقة باليد (وأحيانًا يتجلى ذلك في بادئ الأمر بصورة واضحة في تدهور الخط وطريقة الكتابة والإصابات الصغيرة المتكررة باليدين وإسقاط الأشياء من اليدين عند محاولة الإمساك بها) والشعور بالألم الناجم عن تقلص العضلات عند استمرار تحريكها والإصابة بالرعشة والارتجاف. وعلاوةً على ذلك، قد تنشأ تقلصات العضلات أو الشعور بالآلام الشديدة فيها نتيجةً لبذل أي مجهود عضلي صغير جدًا؛ مثل الإمساك بكتاب في اليد ومحاولة تصفح أوراقه. كذلك، فإنه قد يصبح من الصعب التوصل إلى وضع مريح للذراعين والساقين حتى عند بذل أبسط أشكال المجهود العضلي المرتبط بإبقاء المريض على ذراعيه معقودتين، مما يسبب الشعور بألم شديد مماثل لما يُعرف باسم متلازمة تململ الساقين. قد يلاحظ الأفراد المصابون بخلل التوتر العضلي وجود رعشة وارتجاف في الحجاب الحاجز أثناء التنفس أو يشعرون بالحاجة لوضع أيديهم في جيوبهم أو تحت أرجلهم أثناء الجلوس أو تحت الوسائد أثناء النوم وذلك لإبقائها ثابتة وللحد من الشعور بالألم العضلي. كما قد يشعرون بارتجاف في الفك ويسمعون صوته عند الاستلقاء في الفراش، وقد ينشأ عن هذه الحركة المستمرة لتجنب الألم الكز على الأسنان والضغط عليها بقوة مما يضعفها ويعرضها للتآكل أو ينتج عنه ظهور أعراض مشابهة لأعراض اضطراب المفصل الفكي الصدغي. وفي كثير من الأحيان، قد يصاحب صوت المريض خروج صوت قرقعة من وقت لآخر أو قد يبدو أجش، مما يدفع دائمًا المريض إلى إطلاق أصوات لتسليك الحنجرة وتحسين الصوت. كما قد يواجه هؤلاء الأفراد صعوبة بالغة في بلع الطعام والشراب يرافقها تقلصات وتشنجات مؤلمة في الحنجرة.
هذا، وتعمل الحساسات الكهربائية (مثل جهاز الالكترومايكرفي - وهو جهاز التخطيط الكهربائي للعضلة "EMG") عندما تتصل بمجموعة العضلات المريضة حال الشعور بالألم على تشخيص التوتر العضلي بدقة بالغة من خلال الكشف عن الإشارات العصبية النابضة التي يتم نقلها إلى العضلات حتى عندما تكون في حالة استرخاء. ويبدو أن الدماغ يرسل عددًا من الألياف العصبية إلى داخل مجموعات العضلات المريضة بسرعة فائقة تبلغ حوالي 10 هرتز مما يؤدي إلى نبض هذه العضلات وارتجافها والتوائها. وعندما يتم توجيه أمر للعضلات والأطراف بالتحرك وأداء نشاط بعينه، فإن العضلات قد يصيبها التعب والإجهاد بصورة سريعة، وبعض هذه العضلات قد لا تستجيب أصلاً لذلك (مما يسبب الضعف العضلي)، بينما يستجيب عدد آخر منها بشكل مبالغ فيه أو يصبح في حالة تصلب وتيبس (مما يسبب حدوث تمزقات صغيرة في العضلات إثر بذل أي مجهود عضلي). وقد تزداد أعراض تقلص العضلات سوءًا بشكل كبير عند استخدامها أو محاولة إجهادها، ولا سيما في حالة الإصابة بخلل التوتر العضلي البؤري، وغالبًا ما تتم ملاحظة مدى تأثيرها عن طريق انعكاسها الملحوظ على بقية أجزاء الجسم الأخرى. على سبيل المثال، فإن استخدام اليد اليمنى قد يسبب الشعور بالألم والتشنج في هذه اليد بالإضافة إلى اليد اليسرى الأخرى والساقين على الرغم من أنه لم يتم استخدامها. وجدير بالذكر أن استمرار تعرض الفرد للضغط النفسي والتوتر والقلق وقلة النوم والإجهاد العضلي المستمر وانخفاض درجات الحرارة يمكن أن يؤدي إلى تفاقم أعراض خلل التوتر العضلي.
وعلاوةً على ذلك، هناك مجموعة من الأعراض المباشرة التي قد تكون مصحوبة بعدد من الآثار الثانوية المترتبة على نشاط الدماغ والنشاط العضلي المستمر، ومن بينها اضطرابات النوم والإرهاق وحالات تقلب المزاج والضغط النفسي وصعوبة التركيز وعدم وضوح الرؤية واضطرابات الهضم وحدة الطباع وسرعة الغضب. هذا، ومن المحتمل أيضًا أن يعاني الأفراد المصابون بخلل التوتر العضلي من الاكتئاب ويواجهون صعوبة بالغة في التكيف مع الأنشطة التي يمارسونها في حياتهم اليومية والتأقلم معها بسبب التطور المستمر لإعاقتهم إلى الأسوأ. ويمكن أن تعوق الآثار الجانبية المترتبة على العقاقير التي يتم تناولها لعلاج خلل التوتر العضلي أداء المريض للعديد من أنشطة حياته العادية.
وفي بعض الحالات، قد تتفاقم أعراض التوتر العضلي ثم بعد ذلك تتسم بالاستقرار النسبي لسنوات عديدة أو تتوقف عن التطور إلى الأسوأ تمامًا. وإضافةً إلى ذلك، قد يؤدي العلاج وتغيير نمط الحياة بما يساعد على التكيف مع هذه الحالة إلى تأخير تفاقم أعراض خلل التوتر العضلي والحيلولة دون تطوره إلى الأسوأ، في حين أن إجهاد العضلات المريضة أو الاستخدام القهري لها باستمرار يعجل بصورة كبيرة من تفاقم الأعراض ويزيد من حدتها. وفي حالات أخرى، قد تتفاقم أعراض التوتر العضلي مما يؤدي إلى إصابة الجسم بعجز كلي، وهذا يجعل بعض أنماط العلاج التي تحمل في طياتها احتمالية أكبر لتعريض المريض لهذه المخاطر موضعًا لإعادة النظر بشأن جدوى استخدامها. وفي بعض الحالات من المرضى الذين يعانون أصلاً من خلل التوتر العضلي، يمكن أن يؤدي الجرح الناتج عن إحدى الإصابات أو تأثيرات التخدير العام خلال إجراء أية عملية جراحية أخرى لا تتعلق بتوتر العضلات إلى تفاقم الأعراض وتطور المرض بشكل سريع.
هذا، وقد يكون من الصعب التوصل إلى تشخيص دقيق بشأن خلل التوتر العضلي وذلك بسبب الأعراض التي يفصح عن طريقها هذا الاضطراب العضلي عن تمكنه من أحد الأشخاص. وقد يتم تشخيص حالة المصابين بخلل التوتر العضلي على أنهم يعانون من اضطرابات أخرى مماثلة أو اضطرابات ذات صلة بهذا الخلل، مثل مرض باركنسون (الشلل الرعاش) أو الرعاش الأساسي (الرعاش الحميد) أو متلازمة النفق الرسغي أو اضطراب المفصل الفكي الصدغي أو متلازمة توريت أو غيرها من الاضطرابات الحركية العصبية والعضلية الأخرى.

## أسباب خلل التوتر العضلي
على الرغم من أن الأسباب المؤدية إلى الإصابة بخلل التوتر العضلي لا تزال غير معروفة أو مفهومة، فإنه يتم تصنيفها كما يلي على أساس نظري:
يعتقد بعض العلماء أن خلل التوتر العضلي الأولي يرجع سببه إلى اعتلال الجهاز العصبي المركزي، وأنه - على الأرجح - ينبع من منطقة في الدماغ تختص بالنشاط الحركي للجسم وتسمى العقد القاعدية، وخلل حمض جاما أمينوبوتيريك (GABA) المعني بإنتاج خلايا بركنج العصبية والذي يساعد الدماغ في السيطرة على العضلات. أما السبب وراء الإصابة بخلل التوتر العضلي الأولي فهو غير معروف بالتحديد. في كثير من الحالات، قد تنطوي الإصابة بهذا النوع من الخلل العضلي على بعض الاستعداد الوراثي للإصابة بهذا الاضطراب العضلي بالإضافة إلى العوامل البيئية التي تساعد في ذلك.
من ناحية أخرى، يشير خلل التوتر العضلي الثانوي إلى خلل التوتر العضلي الناجم عن سبب محدد، والذي عادةً ما يرجع إلى وجود اعتلال في الدماغ، أو الناجم عن سبب مجهول، مثل ذلك الذي يرجع إلى اختلال توازن المواد الكيميائية بالجسم. وهناك بعض الحالات المصابة بخلل التوتر العضلي (وخاصةً خلل التوتر العضلي البؤري) تنشأ عن التعرض لصدمة أو تنتج عن تناول عقاقير معينة (خلل التوتر العضلي المتأخر) أو قد تنشأ عن الإصابة بأمراض الجهاز العصبي مثل مرض ويلسون.
من ناحية أخرى، يعتقد العلماء أن العوامل البيئية وتلك التي تتعلق بطبيعة المهام التي يؤديها الفرد يمكن أن تؤدي إلى ظهور وتفاقم الإصابة بخلل التوتر العضلي البؤري؛ وذلك لأن هذه العوامل تظهر على نحو متفاوت على الأفراد الذين يؤدون مهام تستلزم حركات بالغة الدقة تعتمد على استخدام اليدين، مثل: الموسيقيين والمهندسين والمعماريين والفنانين.

## أساليب العلاج
يقتصر العلاج في حالات التوتر العضلي على الحد من أعراض هذا الاضطراب الذي يصيب العضلات والتخفيف من حدته؛ حيث إنه لا يوجد حتى الآن أي علاج فعال له. ذلك، حيث إن التقليل من حركات العضلات التي تؤدي إلى تفاقم أعراض الإصابة بخلل التوتر العضلي أو تزيد من حدتها يوفر للفرد المصاب الشعور ببعض الراحة، بالإضافة إلى الحد من التوتر والإجهاد والحصول على الكثير من الراحة والاسترخاء والممارسة المعتدلة لبعض التمارين هذا إلى جانب الدور الذي تلعبه أساليب الاسترخاء الحديثة. وهناك العديد من أساليب العلاج المختلفة التي تركز على تهدئة نشاط المخ أو إحصار الاتصال بين الأعصاب والعضلات في الجسم باستخدام العقاقير أو قمع الأعصاب وكبت نشاطها أو إزالتها. وتجدر الإشارة إلى أن جميع أساليب العلاج الحالية المستخدمة في الحد من أعراض خلل التوتر العضلي لها آثار جانبية سلبية وتنطوي على العديد من المخاطر.

### العلاج الطبيعي
يمكن أن يساعد العلاج الطبيعي في بعض الأحيان في تخفيف أعراض خلل التوتر العضلي البؤري لدى الحالات المصابة به. لذا، فهناك مجموعة منظمة من التمارين التي تم إعدادها خصيصًا للمساعدة في تخفيف الألم الموجود في المنطقة المصابة بالتوتر العضلي.
لقد ثبت أن بعض الحالات المصابة بخلل التوتر العضلي البؤري يمكن علاجها عن طريق إعادة التدريب الحركي؛ وذلك في الأسلوب العلاجي المعروف باسم أسلوب تاوبمان (Taubman approach)، وخاصةً في حالة الموسيقيين المصابين به. وعلى الرغم من ذلك، فهناك بعض الحالات الأخرى المصابة بخلل التوتر العضلي البؤري التي لا تستجيب لهذا النوع من العلاج والتي قد تزداد سوءًا إثر خضوعها له.

### العلاج بالعقاقير
يتم تجربة العديد من العقاقير المختلفة في محاولة لإيجاد تركيبة دوائية فعالة لعلاج شخص معين. ولن يستجيب المرضى كلهم بشكل جيد للعلاج باستخدام نوع العقاقير نفسه. هناك العديد من العقاقير التي حققت نتائج إيجابية فعالة في علاج بعض حالات خلل التوتر العضلي ومن بينها ما يلي: عقار ديفينهيدرامين وعقار بنزاتروبين والعقاقير المضادة للشلل الرعاش (مثل عقار تريهكسفينيديل) والعقاقير المهدئة التي تساعد على إرخاء العضلات (مثل ديازيبام)، كذلك تتم تجربة نبات القنب الهندي أيضًا كوسيلة للتحكم في أعراض التوتر العضلي.
مضادات الكولين
تعمل بعض العقاقير مثل مضادات الكولين (ومنها عقار بنزاتروبين)، والتي تعد بمثابة مثبطات لمادة الأستيل كولين وهي ناقل عصبي، على التخفيف من حدة أعراض خلل التوتر العضلي لدى المرضى المصابين به. وفي حالة الإصابة بخلل التوتر العضلي الحاد، يتم استخدام - في بعض الأحيان - عقار ديفينهيدرامين (على الرغم من أنه يشيع استخدام هذا العقار باعتباره عقار مضاد للهيستامين، فإنه في هذه الحالة يتم استخدامه بصورة أساسية بسبب دوره كأحد العقاقير المضادة للفعل الكوليني). أما في حالة نوبة شخوص البصر، فيتم إعطاء المريض عقار ديفينهيدرامين مما قد يؤدي إلى نتائج ممتازة في التخفيف من حدة الأعراض وذلك في غضون دقائق.[بحاجة لمصدر]
مرخيات العضلات
في بعض الأحيان، يتم وصف أيضًا عقار الكلونازيبام؛ وهو أحد العقاقير المضادة للنوبات (خاصةً النوبات الصرعية)، لعلاج التوتر العضلي. ومع ذلك - وفي معظم الأحيان - يكون لهذه العقاقير تأثيرًا محدودًا. كذلك، يمكن أن ينجم عنها بعض الآثار الجانبية، مثل: التشوش الذهني وتسكين الألم (التخدير) والتقلبات المزاجية وفقدان الذاكرة قصيرة المدى.
لقد ثبت إلى حد بعيد مدى فاعلية حقن توكسين البوتولينوم داخل العضلات المريضة في التخفيف من التقلصات العضلية لمدة تتراوح من 3 إلى 6 أشهر، ويتوقف ذلك على نوع خلل التوتر العضلي المصاب به الفرد. كما قد ثبتت أيضًا فاعلية حقن البوتوكس التي يمكن الحصول عليها واستخدامها بيسر وسهولة (وهي من النوع نفسه الذي يتم استخدامه في جراحة التجميل)، ولكن تأثيرها ليس دائمًا. ولكن هناك احتمالية للتعرض للإصابة بالشلل المؤقت للعضلات التي تم حقنها أو تسرب التوكسين إلى مجموعات العضلات المجاورة، مما يسبب ضعفها أو إصابتها بالشلل. وجدير بالذكر أنه يجب تكرار عمليات حقن العضلات المصابة هذه كلما زال تأثير هذا الحقن، كما أن ما يقرب من نسبة %15 من متلقي هذه الحقن ستتولد لديهم مناعة ضد التوكسين. وهناك نوعان من التوكسين قد تم اعتمادهما لعلاج خلل التوتر العضلي وهما النوع A والنوع B؛ هذا إلى جانب أن الأفراد المصابين بالتوتر العضلي الذين توجد لديهم مقاومة للنوع A من التوكسين يكونون قادرين على استخدام النوع B منه.
وقد تبين أن توكسين البوتولينوم له تأثير فعال في منع الالتهاب عصبي المنشأ، كذلك توافر دليل على الدور الذي تلعبه الالتهابات عصبية المنشأ في الإصابة بمرض الصدفية، مما جعل جامعة مينيسوتا تبدأ تجربة إكلينيكية للتحقق من الملاحظة التي تم اكتشافها على المرضى الذين تم استخدام حقن توكسين البوتولينوم معهم لعلاج خلل التوتر العضلي بأن إصابتهم بمرض الصدفية قد تحسنت تحسنًا ملحوظًا. انظر: Use of Botulinum Toxin to Treat Psoriasis.
عقاقير الشلل الرعاش
العقاقير الداعمة لتأثير الدوبامين (وهي العقاقير التي تعمل عمل الدوبامين وتزيد من تأثيره): يمكن علاج النوع الأول من خلل التوتر العضلي، خلل التوتر العضلي المستجيب للدوبامين، تمامًا من خلال تناول الجرعات المنتظمة من مركب L-DOPA الدوائي (ليفودوبا) والاسم التجاري له عقار سينميت (Sinemet) (الذي يتألف من كاربيدوبا/ليفودوبا). وعلى الرغم من أن هذه العقاقير لا تؤدي إلى الشفاء التام من خلل التوتر العضلي، فإنها تخفف من أعراض التقلصات العضلية في معظم الوقت. (وعلى النقيض، يمكن أن تسبب مضادات الدوبامين أحيانًا الإصابة بخلل التوتر العضلي.)
مضخة الباكلوفين
لقد تم استخدام مضخة الباكلوفين لعلاج المرضى المصابين بالتشنج العضلي المصاحب لخلل التوتر العضلي من جميع الأعمار. تحتوي هذه المضخة على عقار الباكلوفين الذي تقوم بضخه عن طريق قسطرة تتصل مباشرةً بالفراغ الغمدي (thecal space) المحيط بالحبل الشوكي. هذا، ويتم وضع هذه المضخة في البطن. ويمكن إعادة تعبئتها بشكل دوري من خلال إدخال إبرة تحتوي على العقار تتصل بها تحت الجلد في منطقة البطن.

### العمليات الجراحية
قد يتم أيضًا اللجوء للعمليات الجراحية - مثل إجراء عملية جراحية لإزالة وقطع تلك الأعصاب الموجودة في منطقة العضلات المصابة - من أجل التخفيف من حدة التوتر العضلي. ومع ذلك، فإن تدمير الأعصاب الموجودة في الأطراف أو الدماغ لا يمكن الشفاء منه تمامًا، لذا لا ينبغي التفكير في ذلك إلا في حالات الضرورة القصوى. وفي الآونة الأخيرة، قد ثبت مدى فاعلية تطبيق أسلوب التنبيه العميق للدماغ (DBS) ونجاحه في علاج عدد من الحالات التي تعاني من خلل التوتر العضلي الشامل الحاد. ومن ناحية أخرى، قد يؤدي استخدام أسلوب التنبيه العميق للدماغ في علاج حالات التوتر العضلي المستعصية إلى احتمالية زيادة معدلات الانتحار بين المرضى المصابين به. ومما يدعو للأسف أنه لا توجد بيانات مرجعية متاحة عن المرضى الذين لم يخضعوا للعلاج القائم على أسلوب التنبيه العميق للدماغ.

## روابط خارجية
- http://www.suhuf.net.sa/2002jaz/jun/9/tb1.htm
- GeneReview/NIH/UW entry on Dystonia Overview
- Dystonia Society Network Group - for sufferers and carers to share experiences
- Cervical Dystonia Clinical Research Study  نسخة محفوظة 7 فبراير 2011 على موقع واي باك مشين.
- WEGO Health Dystonia Community
- American Dystonia Society
- American Dystonia Society Dystonia Network - Peer Support and Advocacy
- GeneReviews/NCBI/NIH/UW entry on Early-Onset Primary Dystonia
- NSTA
- Dystonia
- Dystonia Foundation
- Bachmann-Strauss Dystonia & Parkinson Foundation
- The Dystonia Society
- تعرض شبكة PBS التليفزيونية الأمريكية فيلمًا عن خلل التوتر العضلي Film on Dystonia
- A story of one woman's struggle with dystonia على موقع MSNBC.com
- Care4Dystonia Newsletters, Library and Education Forum on Dystonia
- Down on the Pharm': All About Acute Dystonic Reaction  نسخة محفوظة 15 نوفمبر 2006 على موقع واي باك مشين.
- Action For Dystonia, Diagnosis, Education and Research